# فهرست تک‌جلوه‌های آلفرد هیچکاک
آلفرد هیچکاک در تک‌جلوه‌هایی در ۴۰ فیلم از ۵۴ فیلمش ظاهر شد.
هیچکاک دربارهٔ حضورهای کوتاه خود در فیلم‌هایش گفت: اولین بار در فیلم مستأجر در سالن خبرنگاری حضور داشتم و دلیلش کمبود بازیگر بود. در فیلم‌های صامتم خیلی این کار را نکردم؛ بیشتر از فیلم‌های ناطقم شروع شد و این حضور تبدیل به یک عادت پردردسر شد چون مخاطبان دائم در فیلم‌ها دنبال من می‌گشتند و حواسشان از داستان فیلم پرت می‌شد بخاطر همین مجبور بودم خودم را در اوایل فیلم نشان دهم تا مخاطبان با دقت فیلم را ببینند.
هیچکاک معمولاً زمانی که قرار بود داستان اصلی فیلم شروع شود خودش را نشان می‌داد به‌خصوص در فیلم‌های متاخرش.

## فهرست
- توطئه خانوادگی (۱۹۷۶)

مردی که در اداره ثبت احوال سایهٔ بزرگی از او در پشت دری شیشه‌ای دیده می‌شود و به‌آرامی در حال گفتگوست. (در زمان ۰:۴۰:۰۰) (آخرین حضور هیچکاک در فیلم‌هایش)
- جنون (۱۹۷۲)

مردی که در جمع خبرنگاران در ابتدای فیلم حضور دارد- حدود یک دقیقه بعد، در مرکز جمعیت، تنها کسی که سخنران را تشویق نکرد- و یک دقیقه بعد، درست پس از اینکه قربانی به ساحل می‌آید، در کنار مردی ریش‌دار با موهای خاکستری ایستاده‌است. (در زمان ۰:۰۲:۲۴)
- توپاز (۱۹۶۹)

مردی که در فرودگاه روی صندلی چرخدار نشسته و پس از دیدن مردی از صندلی چرخدار بلند می‌شود، با او دست می‌دهد و همراه او می‌رود. (در زمان ۰:۳۲:۲۷)
- پرده پاره (۱۹۶۶)

مردی که در لابی هتل نوزادی را بغل کرده‌است. (در زمان ۰:۰۸:۰۰)
- مارنی (۱۹۶۴)

مردی که از اتاق هتل خارج می‌شود. (در زمان ۰:۰۵:۰۰)
- پرندگان (۱۹۶۳)

مردی که با دو سگ (که سگ‌های خود هیچکاک هستند) از فروشگاه حیوانات خارج می‌شود. (در زمان ۰:۰۲:۱۸)
- روانی (۱۹۶۰)

مردی که بیرون از ساختمان محل کار ماریون کران (جنت لی) با کلاه گاوچرانی ایستاده‌است. (در زمان ۰:۰۶:۵۹)
- شمال از شمال غربی (۱۹۵۹)

مردی که به اتوبوس نمی‌رسد. (در زمان ۰:۰۲:۰۹)
- سرگیجه (۱۹۵۸)

مردی که از کنار دفتر الستر عبور می‌کند. (در زمان ۰:۱۱:۲۲)
- مرد اشتباهی (۱۹۵۶)

گویندهٔ مقدمه- دونالد اسپتو دربارهٔ حضور هیچکاک در این فیلم می‌گوید:هیچکاک در این فیلم برای اینکه تأکید کند داستان این فیلم برخلاف سایر فیلم‌هایش یک داستان واقعی است تصمیم گرفت به جای یک حضور کوتاه به شکل واضح مقابل دوربین ظاهر شود و با بینندگان صحبت کند. (در زمان ۰:۰۰:۱۸)
- مردی که زیاد می‌دانست (۱۹۵۶)

در مراکش (چند لحظه قبل از ترور برنارد) در حال تماشای آکروباسی در بین جمعیت دیده می‌شود. (در زمان ۰:۲۵:۱۲)
- دردسر هری (۱۹۵۵)

مردی که بیرون از پنجره از کنار لیموزین پارک‌شده می‌گذرد و به نقاشی‌ها نگاهی می‌اندازد. (در زمان ۰:۲۲:۱۴)
- گرفتن یک دزد (۱۹۵۵)

مردی که در اتوبوس کنار کری گرانت نشسته‌است. (در زمان ۰:۰۹:۴۰)
- ام را به نشانه مرگ بگیر (۱۹۵۴)

مردی که در عکس قاب شده بر دیوار در جمع دانشجویان کالج نشسته‌است. (در زمان ۰:۱۳:۱۳)
- پنجره پشتی (۱۹۵۴)

مردی که در آپارتمان ترانه‌نویس ساعت کوک می‌کند. (در زمان ۰:۲۶:۱۲)
- اعتراف می‌کنم (۱۹۵۳)

مردی که از بالای پله‌ها عبور می‌کند. (در زمان ۰:۰۱:۳۳)
- غریبه‌ها در قطار (۱۹۵۱)

مردی که با یک ویولن سل سوار قطار می‌شود. (در زمان ۰:۱۰:۳۴)
- وحشت صحنه (۱۹۵۰)

مردی که در خیابان لحظه‌ای به ایو خیره می‌شود. (در زمان ۰:۳۹:۴۹)
- در برج جُدَی (۱۹۴۹)

تک‌جلوه اول: مردی با کت آبی و کلاه قهوه‌ای در میدان شهر در حین سخنرانی فرماندار جدید که پشتش به دوربین است. (در زمان ۰:۰۲:۱۱)
تک‌جلوه دوم: یکی از سه مرد روی پله‌های خانه دولت. (در زمان ۰:۱۲:۱۷)
- طناب (۱۹۴۸)

تک‌جلوه اول: مردی که بعد از تیتراژ فیلم در خیابان راه می‌رود. (در زمان ۰:۰۱:۵۱)
تک‌جلوه دوم: تصویری از نشان تجاری آلفرد هیچکاک که شبیه صورت اوست در پس‌زمینه با رنگ قرمز و به‌صورت چشمک‌زن دیده می‌شود. (در زمان ۰:۵۵:۰۰)
- پرونده پاراداین (۱۹۴۷)

مردی که در ایستگاه راه‌آهن با یک ویولن سل قطار را ترک می‌کند. (در زمان ۰:۳۸:۰۰)
- بدنام (۱۹۴۶)

مردی که در مهمانی بزرگ در عمارت کلودرینز، شامپاین می‌نوشد و از کادر خارج می‌شود. (در زمان ۱:۰۴:۴۴)
- طلسم‌شده (۱۹۴۵)

مردی که در حال سیگار کشیدن با یک ویولن آسانسور را ترک می‌کند. (در زمان ۰:۳۹:۰۱)
- قایق نجات (۱۹۴۴)

عکس آلفرد هیچکاک بر روی یک آگهی کاهش وزن در یک روزنامه دیده می‌شود. (در زمان ۰:۲۵:۰۰)
- سایه یک شک (۱۹۴۳)

مردی که در قطار کارت‌بازی می‌کند. (در زمان ۰:۱۶:۲۷)
- خرابکار (۱۹۴۲)

مردی جلوی داروخانهٔ نیویورک. (در زمان ۱:۰۴:۴۵)
- سوءظن (۱۹۴۱)

تک‌جلوه اول: مردی که با اسب از راست به چپ تصویر می‌رود. (در زمان ۰:۰۳:۲۵)
تک‌جلوه دوم: مردی که نامه پُست می‌کند. (در زمان ۰:۴۴:۵۸)
- آقا و خانم اسمیت (۱۹۴۱)

مردی که در خیابان از کنار دیوید اسمیت عبور می‌کند و از چپ به راست تصویر می‌رود. (در زمان ۰:۴۲:۵۷)
- خبرنگار خارجی (۱۹۴۰)

مردی که در خیابان در حال روزنامه خواندن است. (در زمان ۰:۱۲:۴۰)
- ربه‌کا (۱۹۴۰)

مردی با پالتو مشکی و کلاه که دست‌هایش در جیبش است- بعد از اینکه فاول با بازی جورج سندرز از باجه تلفن بیرون می‌آید و پلیس با او حرف می‌زند هیچکاک از پشت سر آن‌ها از سمت راست به چپ تصویر می‌رود. (در زمان ۲:۰۶:۵۷)
- خانم ناپدید می‌شود (۱۹۳۸)

مردی که با یک کت مشکی داخل ایستگاه قطار ویکتوریای لندن در حال سیگار کشیدن است و حرکت عجیبی با سرش می‌کند. (در زمان ۱:۳۲:۳۱)
- جوان و بی‌گناه (۱۹۳۷)

در بیرون از ورودی اصلی دادگاه یکی از چندین خبرنگار و روزنامه‌نگار که یک دوربین در دست دارد- در حالی که رابرت تیسدال (دریک دی مارنی) بیرون می‌رود. (در زمان ۰:۱۵:۵۱)
- خرابکاری (۱۹۳۶)

درست بعد از روشن شدن دوباره چراغ‌ها در مقابل بیژو، در حالی که از جلوی جمعیت عبور می‌کند به بالا نگاه می‌کند. (در زمان ۰:۰۸:۵۶)
- ۳۹ پله (۱۹۳۵)

مردی که یک جعبه سیگار سفید را پرتاب می‌کند- زمانی که اتوبوس به سمت رابرت دونات و لوسی مانهایم می‌رود تا آنجا را ترک کنند. (در زمان ۰:۰۶:۵۶)
- مردی که زیاد می‌دانست (۱۹۳۴)

هنگام عبور اتوبوس، با کتی تیره در جاده قدم می‌زند. (در زمان ۰:۳۳:۲۵)
- شماره هفده (۱۹۳۲)

مردی در اتوبوس در میان مسافران دیگر، با کت و کلاه تیره، زمانی که اتوبوس روی دست‌انداز می‌رود همراه با بقیه مسافران بالا و پایین می‌شود- تقریباً چهار ثانیه. (در زمان ۰:۵۱:۲۵) (تأیید نشده)
- قتل! (۱۹۳۰)

مردی که در پایان بازدید سر جان با مارکام، همراه با یک زن (همسر خود هیچکاک، آلما لوسی رویل) از کنار خانه ای که قتل در آن انجام شده عبور می‌کند. (در زمان ۰:۵۹:۴۵)
- حق‌السکوت (۱۹۲۹)

مردی در متروی لندن- هیچکاک در حال کتاب خواندن است و پسرکی او را اذیت می‌کند- این حضور ۱۹ ثانیه است. (در زمان ۰:۱۰:۲۵)
- سست‌عفاف (۱۹۲۸)

مردی که در کنار زمین تنیس با عصا قدم می‌زند و از در خارج می‌شود. (در زمان ۰:۲۱:۱۵)
- مستأجر: داستان لندن مه‌آلود (۱۹۲۷)

تک‌جلوه اول: مردی در سالن خبرنگاری که پشت باجه نشسته و با تلفن حرف می‌زند و پشتش به دوربین است. (در زمان ۰:۰۴:۴۴) (اولین حضور هیچکاک در فیلم‌هایش) 
تک‌جلوه دوم: مردی در میان جمعیتی که مستأجر را کتک می‌زنند. (در زمان ۱:۲۳:۵۰)